# Дибров, Дмитрий Александрович
Дми́трий Алекса́ндрович Дибро́в (род. 14 ноября 1959, Ростов-на-Дону) — советский и российский журналист, шоумен, телеведущий, продюсер и режиссёр, а также певец, музыкант и актёр. Ведущий шоу «Сессия» на «VK Видео» (с 8 июня 2023 по 2 мая 2024). Член фонда «Академия российского телевидения». Работал на пяти федеральных телеканалах (НТВ, «Первый канал», «Россия-1», «ТВ Центр» и «Звезда»). Наиболее известен как самый первый ведущий российской версии  шоу «Кто хочет стать миллионером?» (1999—2001 и 2008—2022).

## Биография

### Ранние годы

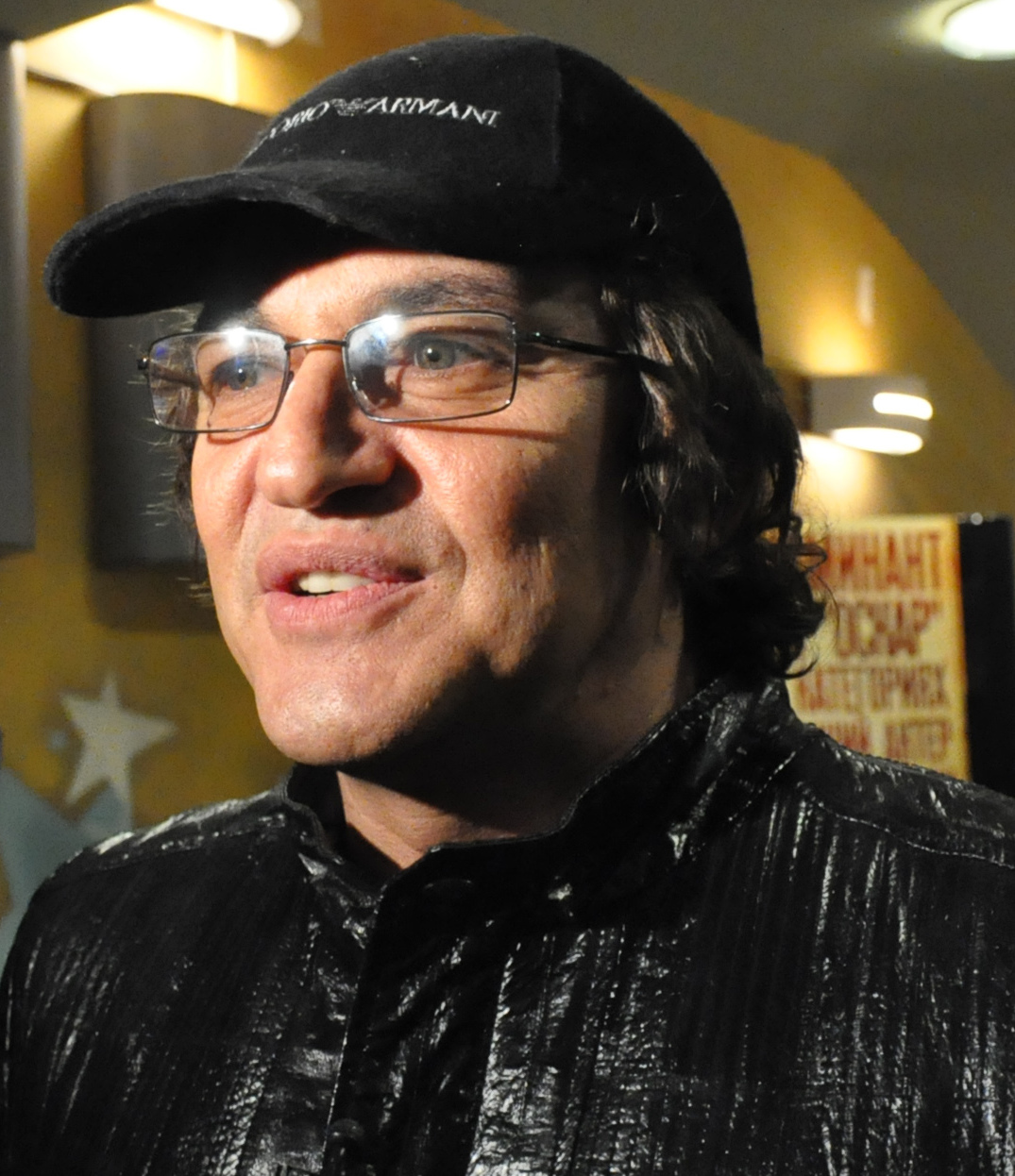
49-летний 12 марта 2009 года

Родился 14 ноября 1959 года в Ростове-на-Дону в семье декана филологического факультета Ростовского государственного университета. Родители развелись; его воспитывал отчим Николай.
Окончил школу № 80 в Ростове-на-Дону. В 1981 году окончил отделение журналистики филологического факультета Ростовского государственного университета.

### Карьера
По окончании университета, в 1981—1982 годах, работал корреспондентом, заведующим отделом писем газеты «Призыв» (газета Домодедовского района Московской области).
С 1982 по 1983 год — корреспондент городского отдела газеты «Московский комсомолец».
Был одним из авторов и участников телепередачи «Весёлые ребята».
С 1983 по 1987 год — корреспондент ТАСС, затем — заместитель заведующего молодёжной редакции.
С 1987 по 1991 год — специальный корреспондент Главной редакции программ для молодёжи Центрального телевидения. Сотрудничал с программой «Взгляд», для которой делал проблемные сюжеты на музыкальную тему.
С 1988 по 1992 год (с перерывами) вместе со своим коллегой Андреем Столяровым делал программу «Монтаж», где в ироничной форме экспериментировал с видеомонтажом и компьютерной графикой, совмещая различные видеоматериалы определённым образом. В ходе таких экспериментов в 1992 году вышла экранизация поэмы Иосифа Бродского «Представление», работа над которой шла полгода.
В 1991 году работал в ВГТРК. Специальный корреспондент студии «Эксперимент».
С 1992 года — комментатор «Новой студии» РГТРК «Останкино». С 5 ноября 1992 года — главный режиссёр, а в 1993 году — заместитель генерального директора 4-го канала Останкино.
В 1994 году вместе с Сергеем Лисовским создал телекомпанию «Свежий ветер» и стал её президентом. Автор программы «Доброе утро» («Пятый канал»).
С 1995 по 1996 год — художественный руководитель утреннего канала ОРТ «Подъём».
В 1996 году — художественный руководитель и главный режиссёр музыкального канала «НТВ-Плюс».
В 1997 году, будучи креативным продюсером Дирекции утреннего телеканала ОРТ, работал над идеей и вёл утренний канал выходного дня на ОРТ «Доброе утро». Ушёл с телеканала в связи с началом работы над проектом «Антропология»: тогдашний генеральный продюсер ОРТ Константин Эрнст не разрешил ему совмещать работу на двух телеканалах (центральном ОРТ и частном коммерческом «Телеэкспо»). Вспоминал:

Я зашёл в кабинет к Константину Эрнсту и сказал: «Костя, можно я одновременно буду руководить утренним вещанием ОРТ и работать по ночам на другом канале?». «Думай сам, — сказал Эрнст. — Мы всё-таки на ОРТ с тобой такой серьёзной работой занимаемся. А ты ночью будешь работать на канале, где матрасы рекламируют. Это же будет позор. Тут надо что-то одно — либо одним из руководителей утреннего вещания ОРТ, либо ночным ведущим». Я взял день на раздумья и решил: а пойду-ка я работать по ночам.

2 сентября 1997 года в эфир телеканала «Телеэкспо» вышла его первая программа «Антропология», которая выходила на данном канале до 1998 года.
В апреле 1998 года по приглашению Леонида Парфёнова перешёл на телеканал НТВ, где первое время был ведущим программы «Старый телевизор». С мая 1999 года на канале стала выходить и его авторская программа «Антропология». С 1 октября 1999 по 27 января 2001 года на телеканале НТВ вёл телеигру «О, счастливчик!» (впоследствии программа стала называться «Кто хочет стать миллионером?» и выходить на «Первом канале»).
НТВ покинул в апреле 2001 года. После ухода с НТВ принял предложение Константина Эрнста возглавить Дирекцию ночного эфира телеканала ОРТ, специально созданную для коллектива программы «Антропология», однако были реализованы другие планы — программа ночного эфира ОРТ «Ночная смена» (впоследствии «Апология») вышла в прямой эфир 1 ноября. Дмитрий возглавлял дирекцию ночного вещания канала в период с 2001 по 2004 год.
С 2001 года — член Академии Российского телевидения.
В 2002 году — ведущий телеигры «Народ против» на «Первом канале».
Осенью 2003 года решил закрыть программу «Апология» в связи с тем, что она заметно утратила свои позиции и превратилась в рекламную поддержку артистов и прочих гостей. Весной 2004 года окончательно покинул «Первый канал» и перешёл на телеканал «Россия» по приглашению Олега Добродеева. Проект ночного научного тележурнала «Новое» для «Первого канала», а затем и для телеканала «Россия», так и остался нереализованным. В течение 2005—2006 годов вёл на телеканале «Россия» три телепередачи: «Я готов на всё!», «ПроСвет» и «Вести. Подробности». После их закрытия на некоторое время исчез с телевизионных экранов и в ряде интервью тех лет проходил не как телеведущий, а скорее как музыкант. Вёл различные концерты, принимал участие в проекте «Две звезды» (второй сезон, 2007—2008).
В январе 2008 года состоялось открытие интернет-портала «Top4Top» совместно со Львом Новожёновым. Пик посещаемости сайта пришёлся на апрель 2008, с мая трафик начал резко падать, проект оказался затратным, а сайт — малопосещаемым, и его закрыли. Вскоре сайт был возобновлён, однако окончательно закрылся в 2012 году.
В декабре 2008 года вернулся на «Первый канал». С 27 декабря 2008 года до 18 июня 2022 года снова был ведущим программы «Кто хочет стать миллионером?» вместо ушедшего бывшего ведущего передачи с 2001 по 2008 год — Максима Галкина. В 2010 году вёл первый сезон «Жестоких игр» вместе с Яной Чуриковой и Кириллом Набутовым. В 2012 году принимал участие в игре «Форт Боярд», был капитаном команды «Ведущие к победе».
С 18 августа 2016 по 5 июня 2019 года вёл программу «Секретная папка» на телеканале «Звезда». Программа была закрыта после инцидента во время съёмок очередного выпуска, в котором должна была пойти речь о роли «цветных революций» в мировой истории.
В феврале 2020 года Дмитрий Дибров перенёс микроинсульт, вызвавший проблемы с памятью, но в конце апреля того же года вернулся в эфир.
Со 2 января 2023 года ведёт рубрику «Антропология» в журнале «Подкаст.Лаб» на «Первом канале».
С 8 июня 2023  по 24 апреля 2025 года — ведущий 41 выпуска шоу «Сессия» на «VK Видео».
С 19 февраля по 3 июня 2024 года — ведущий 48 выпусков ток-шоу «Это нормально?» на телеканале ТНТ в паре с Ольгой Бузовой.
С 6 декабря 2024 по 7 февраля 2025 года — ведущий 8 выпусков программы-интервью «Миллион вопросов» на телеканале ТНТ.

## Семья

### Родители и предки
- Прадед, Дмитрий Александрович Дибров, имел голос бас-октаву, был портным, шил в Ростове для знати[4].
- Дед по отцу, Афанасий Дмитриевич Дибров, был барабанщиком[4].
- Старший брат — Владимир Дибров (1951—2012), ростовский журналист, работал корреспондентом, затем ведущим программы «День Дона», последние годы был редактором телекомпании «Парк», отдав ростовскому телевидению более 30 лет.
- Отец — Александр Афанасьевич Дибров (1922—1978)[1] — декан филологического факультета Ростовского государственного университета, ушёл из семьи к женщине на 26 лет моложе его[44][45].
- Мать — Татьяна Валентиновна Диброва (Покидова) (25 августа 1931—11 ноября 2019) жила в общежитии для сотрудников ЮФУ, ул. Журавлёва, дом 122[1][44][46].
- Отчим — Николай Иванович[44].

### Жёны и дети
- Первая жена — Эльвира Диброва, работала секретарём в редакции «Политиздата» и училась в Историко-архивном институте (ныне РГГУ)[47][48]; Дмитрий был с ней в браке с 1983 по 1986 год, Сын Денис Дибров (род. 1984)[49].
- Вторая жена — Ольга Диброва, работала в ТАСС. Брак продлился 7 лет, после развода уехала с дочкой в Париж[47]. Дочь Лада Диброва (род. 1989), живёт во Франции[48][49]. Внучка Мия (род. в январе 2019).
- Третья жена — Александра Ильвес (Шевченко; род. 1985), родом из Ростова-на-Дону, внучка Николая Ивановича — отчима Диброва, в 2012 году окончила актёрский факультет ГИТИСа[47][50]. Брак продлился с марта 2008 по январь 2009 года[48].
- Четвёртая жена — Полина Диброва (Наградова; род. 16 июля 1989; Ростов-на-Дону) — фотомодель, работала в агентстве «New Best Model», победительница конкурса красоты «Beauty of the Body» — «Мисс Тело» — 2006 и «Миссис Россия 2017»[47]. Брак был заключён 28 марта 2009 года. Дибров начал ухаживать за Наградовой, когда ей было 17 лет. О своей семейной жизни супруги рассказали в документальном фильме «Свадебный переполох. Дмитрий и Полина Дибровы», премьера которого состоялась 20 октября 2013 года на «Первом канале»[48][51]. Сыновья Александр (род. 10 февраля 2010[52]), Фёдор (род. 6 декабря 2013), Илья (род. 27 мая 2015)[53].

## Работы

### Телевидение
4-й канал Останкино
- «В гостях у Дмитрия Диброва» (1992—1994)
- «Воскресенье с Дмитрием Дибровым» (1992—1994)[54]

НТВ
- «В гостях у Дмитрия Диброва» (1994)
- «Воскресенье с Дмитрием Дибровым» (1994)[55][56][57][58]
- «Старый телевизор» (1998—1999)[14]
- «Антропология» (1999—2001)
- «Аутодафе» (1999)[14][59]
- «О, счастливчик!» (1999—2001)

1-я программа ЦТ СССР, 1-й канал Останкино
- «Взгляд» (1988—1989, 1997)[60]
- «Монтаж» (1988—1992)

ОРТ/Первый канал
- «Подъём» (1995—1996)[61]
- «Старые песни о главном» (1 января 1996, вступление)
- «Доброе утро» (1997)
- «Дневник Московского международного кинофестиваля», ведущий церемоний открытия и закрытия (2001—2003)[62]
- «Звёзды против пиратов» (2001)
- «Ночная смена» (2001—2002)[63]
- «Новогодняя ночь на ОРТ / „Первом канале“» (31 декабря 2001—1 января 2002[64], 31 декабря 2014—1 января 2015[65])
- «Народ против» (2002)[66]
- «Апология» (2002—2003)[67][68]
- «Дибров-party» (2002—2003)[69][70]
- «Россия, вперёд!» (2008)
- «Кто хочет стать миллионером?» (2008—2022)[71].
- «Жестокие игры» (2010—2011)
- «Брачные игры» (2010)[72]
- «Хочу знать» (2010—2013, различные сюжеты)
- «Модный приговор» (2020)
- «Подкаст.Лаб. Антропология» (2023—настоящее время)
- «Две звезды. Отцы и дети» (2023, член жюри)

Россия
- «Вести. Подробности» (2005[73]—2006)
- «Я готов на всё!» (2005)
- «ПроСВЕТ» (2005—2006)[74]
- «Мой адрес — Ростов-на-Дону» (филиал Дон-ТР) (2015—2016)[75][76]

Другие каналы
- «Утро» (1993—1995) (телекомпания «Свежий ветер» по заказу ГТРК «Петербург — Пятый канал»)
- «Антропология» (1997—1998) (телекомпания «Телеэкспо»)[77]
- Телеканал «Дата» (1999—2004) (телеканал ТВЦ, автор идеи проекта)[78]
- «Битломания» (2008) (телеканал «Ностальгия»)
- «Основы православной культуры» (2008) (телеканал «Спас»)[79]
- «Временно доступен» (2008—2015) (телеканал «ТВ Центр»)[80]
- «XX век с Дмитрием Дибровым» (2010—2012) (СТРИМ, телеканал «Ретро»)
- «Дом-весы» (2014—2015) (31 канал, Казахстан)[81]
- «Секретная папка» (2016—2019) (телеканал «Звезда»)[82][83]
- «Это нормально?» (2024) (ТНТ)
- «Миллион вопросов» (2024—2025) (ТНТ)

Дибров также как композитор самостоятельно писал музыку к заставкам некоторых своих передач.

### Фильмография
Роли в кино
Снялся в роли самого себя (камео) в следующих фильмах и телесериалах:
- 2002 — Провинциалы[85]
- 2003 — Петерболд (короткометражный)
- 2004 — Игры мотыльков
- 2010 — Новый год по-нашему!
- 2011 — Дневник доктора Зайцевой
- 2013 — Дублёр
- 2013 — Быстрее, чем кролики
- 2017 — Полицейский с Рублёвки в Бескудниково (3 серия)
- 2018 — Каникулы президента[86]

Дублирование
- 2009 — Миллионер из трущоб — Прем, индийский ведущий игры «Кто хочет стать миллионером?» (роль Анила Капура)[87]

Документальное кино
- 2003 — Питерский рок — фильм о Борисе Гребенщикове в формате прогулки по Санкт-Петербургу, которая сопровождается воспоминаниями и рассказами рокера о себе. Показан на «Первом канале» в ночь с 31 мая на 1 июня 2003 года[88].

Клипы
- 2001 — «Ром и пепси-кола»

### Дискография
- 21 декабря 2001 — Ром и пепси-кола[89] (песни Майка Науменко в исполнении Диброва и группы «Антропология» (Андрей Шепелев, Александр Новосёлов и Валерий Серёгин)[4][90]), фото и дизайн: Реал Рекордс

1. Ром и пепси-кола
2. Я забываю
3. Мария
4. Пудель
5. Бедность
6. Похмельный блюз
7. Она была
8. Дрянь
9. Все те мужчины
10. Прощай, детка часть I
11. Прощай, детка часть II
12. Я забываю La Track Antro Polo & Logo mix
13. Ром и пепси-кола MTV Version

## Награды
- В 1989 г. вместе с Андреем Столяровым получил главный приз — «Золотая астролябия» — Второго Всемирного фестиваля электронного кино в Монтрё в разделе «Художественный фильм» за фильм «Moscow Melodies» (совместное производство советского ЦТ и американской компании «Captain of America»). Этот фильм стал первой советской картиной, снятой по технологии телевидения высокой чёткости.
- В 1992 г. Дибров стал лауреатом IV Фестиваля независимого кино и телевидения «Cinemavideo» в Карлсруэ (Германия) за фильм «Рябина на коньяке, или Может, так и надо жить?».
- В 1993 г. получил гран-при Первого Международного фестиваля компьютерной графики «Аниграф-93» в разделе «Телезаставка».
- Лауреат Национальной телевизионной премии «ТЭФИ» в номинации «Телевизионная игра» — программа «О, счастливчик!» (2000 г.)[91].